# Telmatobius yuracare
Telmatobius yuracare är en groddjursart som beskrevs av De la Riva 1994. Telmatobius yuracare ingår i släktet Telmatobius och familjen Ceratophryidae. IUCN kategoriserar arten globalt som sårbar. Inga underarter finns listade i Catalogue of Life.